# Tettau (Brandeburgo)
Tettau è un comune di 748 abitanti  del Brandeburgo, in Germania.

Appartiene al circondario dell'Oberspreewald-Lusazia ed è parte dell'Amt Ortrand.

## Storia
Il 20 settembre 1993 la frazione di Frauendorf venne distaccata dal comune di Tettau formando un comune autonomo.